# Khronos Group
Die Khronos Group ist ein im Jahr 2000 gegründetes Industriekonsortium, das sich für die Erstellung und Verwaltung von offenen Standards im Multimedia-Bereich auf einer Vielzahl von Plattformen und Geräten einsetzt. Zu den über 100 Mitgliedern zählen unter anderem AMD, Intel, NVIDIA, SGI, Apple, Microsoft, Google sowie Oracle.

## Arbeitsgruppen
- COLLADA, ein offenes Austauschformat für Daten zwischen verschiedenen 3D-Programmen.[2]
- glTF, ein offenes Austauschformat für 3D-Szenen und -Modellen für Webbrowser.[3]
- OpenCL, ein offener Standard für plattformübergreifendes Rechnen auf CPUs und GPUs.[4]
- OpenGL, ein offener Standard für die plattform- und programmiersprachenübergreifende 3D-Grafik-Entwicklung.[5][6]
- OpenGL ES, eine OpenGL-Version für eingebettete Systeme.[7]
- OpenMAX, eine API für Multimedia-Codecs.[8]
- OpenML, ein offener Standard für das Erfassen, Transportieren, Weiterverarbeiten sowie für die Darstellung und Synchronisierung digitaler Medien.[9]
- OpenSL ES, ein offener Standard für dreidimensionale Audiosysteme.[10]
- OpenVG, ein offener Standard für die Beschleunigung der Verarbeitung von 2D-Vektorgrafiken.[11]
- OpenVX, ein geplanter Standard für Bildverarbeitung.[12]
- OpenXR, ein geplanter, offener Standard für Virtual- und Augmented-Reality-Anwendungen und -Geräte.[13]
- Vulkan, ein offener Standard für die plattform- und programmiersprachenübergreifende 3D-Grafik-Entwicklung.[14]
- WebGL, eine OpenGL-ES-Umsetzung für Webbrowser.[15]